# Tokugawa (Kishū)

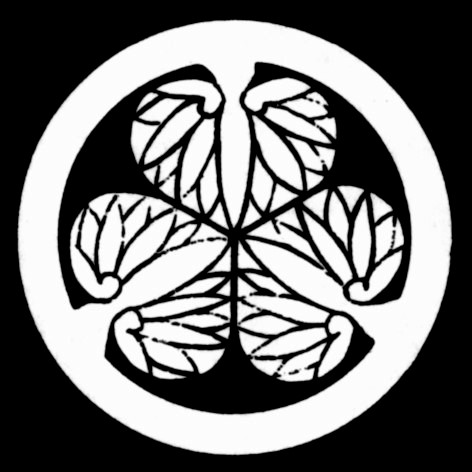
Wappen der Tokugawa

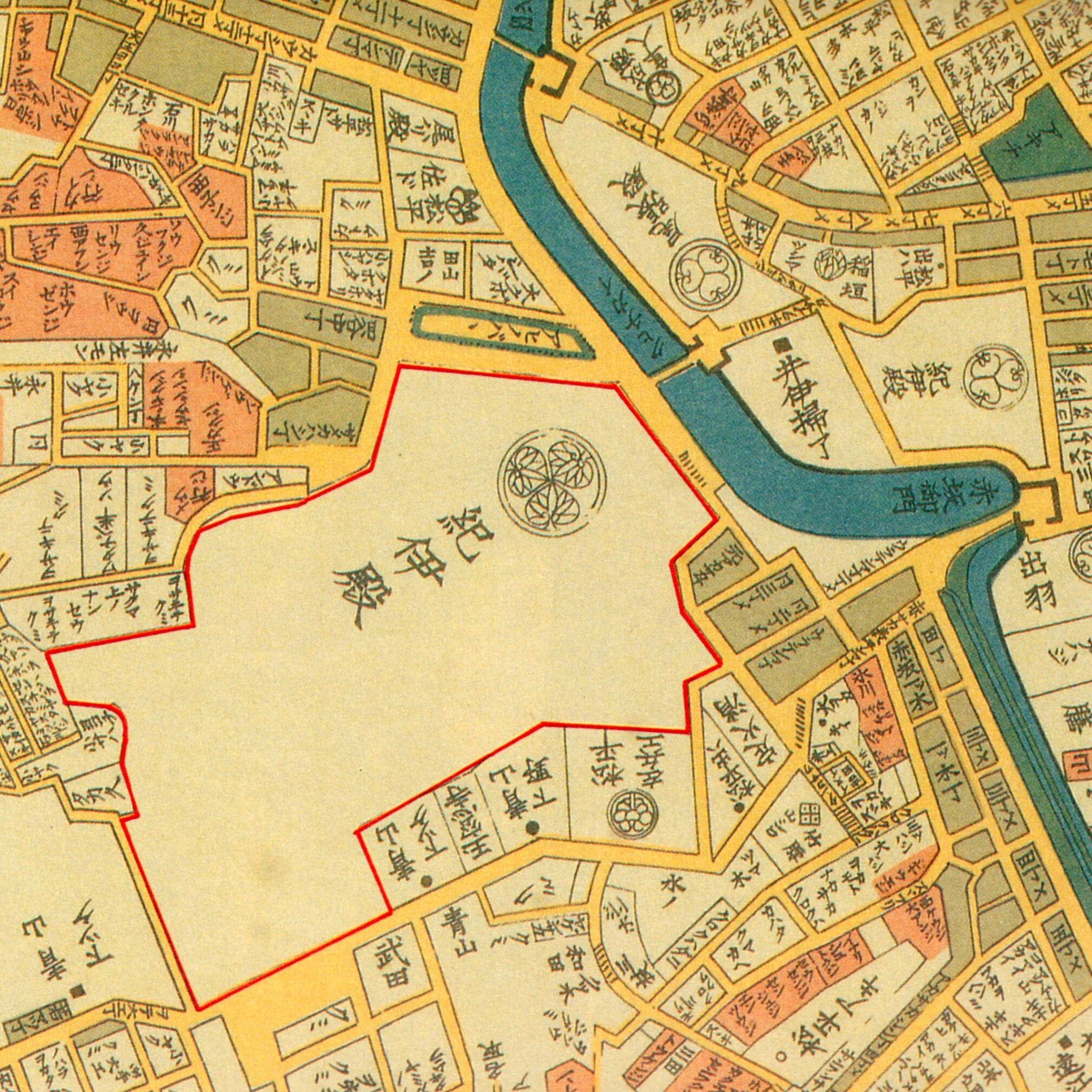
Kii-Residenz in Edo

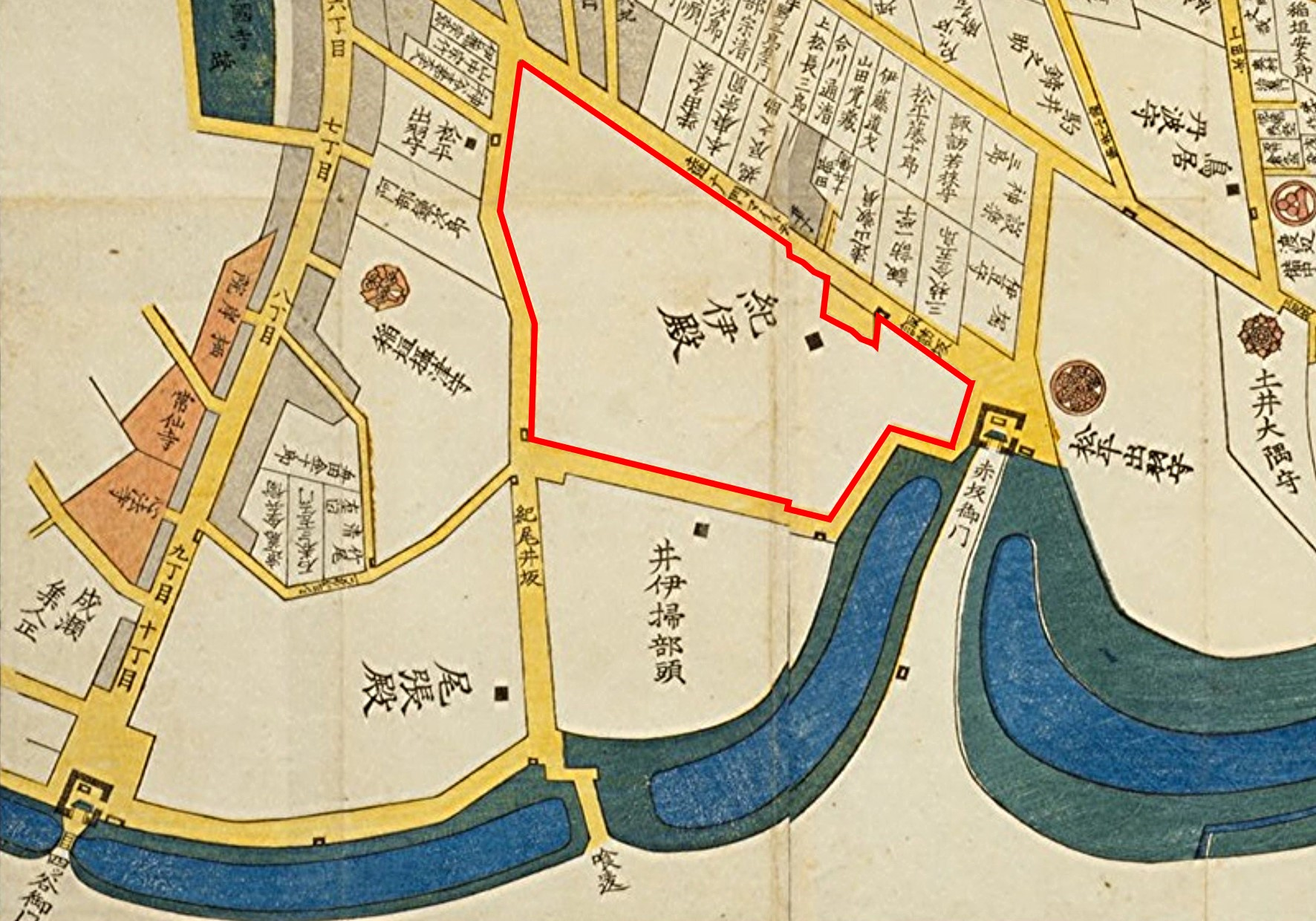
Kii-Nebenresidenz

Die Kishū-Tokugawa (japanisch 紀州徳川家, Kishū Tokugawa-ke), auch Kii-Tokugawa (紀伊徳川家, -ke), waren eine der drei Tokugawa-Familien (Gosanke), die von den jüngsten Söhnen Tokugawa Ieyasus abstammten und damit zu den Shinpan-Daimyō gehörten. Mit einem Einkommen von 250.000 Koku waren sie die mittlere der drei Zweigfamilien. Drei Shogune entstammten dieser Familie.

## Genealogie

### Hauptlinie
- Yorinobu (頼宜, 1602–1671), achter Sohn Tokugawa Ieyasus, erhielt 1603 das Lehen Mito (Provinz Hitachi) mit 250.000 Koku. 1606 wurde er nach Fuchū (Suruga) versetzt und schließlich 1619 nach Wakayama (Kii) mit 555.000 Koku. Dort residierten er und seine Nachkommen bis 1868.
- Mochitsugu (茂承, 1844–1906) war letzter Daimyō dieser Linie. Nach 1868  führten uns seine Nachkommen bis 1945  den Titel Fürst.
- Yorimichi (賴倫, 1872–1925), Mochitsugus Sohn, machte, angeregt durch eine Reise durch Europa und die USA, 1902 den Buchbestand des Hauses in einem auf einem Grundstück der Familie in Tokyo eigens errichteten Gebäude als Nanki Bunko (南葵文庫) der Öffentlichkeit zugänglich. 1923 überließ er nach dem Kantō-Erdbeben der Bibliothek der Universität Tokio einen Großteil seiner Bücher. Er war Förderer des öffentlichen Bibliothekswesens in Japan und langjähriger Präsident der Japan Library Association.

### Matsudaira (Kii)
- Matsudaira Yorizumi (松平頼純, 1641–1711), Sohn Yorinobus, und seine Nachkommen residierten von 1670 bis 1868 in einem Festen Haus (jinya) in Saijō (Iyo) mit einem Einkommen von 30.000 Koku.